# Bickleton
Bickleton az Amerikai Egyesült Államok északnyugati részén, Washington állam Klickitat megyéjében elhelyezkedő statisztikai település. A 2010. évi népszámlálási adatok alapján 88 lakosa van.

## Történet
A település első lakója Charles N. Bickle, aki kereskedőhelyet és istállót nyitott itt, egyben a postamesteri pozíciót is betöltötte. A helység 1879-ben felvette Bickle nevét. Bickleton gazdasága korábban a juhtenyésztésen és búzatermesztésen alapult. Az 1937-es és 1947-es tüzekben a település nagy része megsemmisült; a legrégebbi, fennmaradt épület az 1882-ben megnyílt Bickleton fogadó, amely Washington állam legrégebbi kocsmája. A létesítmény 1903-ban gyártott biliárdasztala ma is használatban van.
Bickletonban 1910 óta évente rodeót rendeznek, melynek keretében felállítják a Portlandből 1928-ban vásárolt, 1905-ben gyártott körhintát.
A település a világ kékmadár-fővárosaként ismert. 1968-ban Jess és Elva Brinkerhoff egy madáretetőt helyezett el; ezt azóta többezer újabb követte. Bickletonban a hegyi és a mexikói kékmadár is előfordul; etetésüket a szuvenírek eladásából befolyt összegből finanszírozzák.

## Éghajlat
A település éghajlata mediterrán (a Köppen-skála szerint Csb).
| Hónap                         | Jan.  | Feb.  | Már.  | Ápr.  | Máj. | Jún. | Júl. | Aug. | Szep. | Okt.  | Nov.  | Dec.  | Év    |
| ----------------------------- | ----- | ----- | ----- | ----- | ---- | ---- | ---- | ---- | ----- | ----- | ----- | ----- | ----- |
| Rekord max. hőmérséklet (°C)  | 18,9  | 17,8  | 21,1  | 29,4  | 33,3 | 42,2 | 38,9 | 38,9 | 36,1  | 31,1  | 21,7  | 18,3  | 42,2  |
| Átlagos max. hőmérséklet (°C) | 2,2   | 3,9   | 8,3   | 12,2  | 17,2 | 21,7 | 26,7 | 26,7 | 21,7  | 14,4  | 6,1   | 1,1   | 13,6  |
| Átlagos min. hőmérséklet (°C) | −4,4  | −3,9  | −1,1  | 1,1   | 4,4  | 7,8  | 11,1 | 11,7 | 7,8   | 2,2   | −1,7  | −5,6  | 2,5   |
| Rekord min. hőmérséklet (°C)  | −25,0 | −24,4 | −17,2 | −10,6 | −6,7 | −2,8 | −1,1 | −1,1 | −2,8  | −13,3 | −24,4 | −27,2 | −27,2 |
| Átl. csapadékmennyiség (mm)   | 41    | 37    | 33    | 23    | 26   | 18   | 6    | 9    | 13    | 22    | 45    | 62    | 335   |
| Forrás: The Weather Channel   |       |       |       |       |      |      |      |      |       |       |       |       |       |

## Népesség
A település népességének változása:
| Lakosok száma | 113  | 88   | 92   |
|               | 2000 | 2010 | 2020 |

## Fordítás
Ez a szócikk részben vagy egészben  a   Bickleton, Washington című angol Wikipédia-szócikk ezen változatának fordításán alapul.  Az eredeti cikk szerkesztőit annak laptörténete sorolja fel. Ez a jelzés csupán a megfogalmazás eredetét és a szerzői jogokat jelzi, nem szolgál a cikkben szereplő információk forrásmegjelöléseként.